# Профилирана гимназия с изучаване на чужди езици „Свети Методий“
203. Профилирана езикова гимназия „Свети Методий“ e средно училище в град София, разположено в ж.к. „Бъкстон“. Гимназията е асоциирана към ЮНЕСКО, член е на Асоциацията на Кеймбридж училищата в България.

## История
Училището е основано през 1998 година, като е отделено от 142 СОУ „Веселин Ханчев“ със Заповед на МОН и е наследник на 30-годишна традиция в чуждоезиковото обучение.

## Съвременно състояние
В училището преподават учители, автори на учебници и учебни помагала за езиковите гимназии и базови учители към СУ „Св. Климент Охридски“, както и преподаватели от университета. ПГИЧЕ „Свети Методий“ работи в сътрудничество с културните институти и с училища от страните, чиито езици се изучават.
Гимназията е асоциирана към ЮНЕСКО, член е на Асоциацията на Кеймбридж училищата в България.
Нейните ученици участват в международни проекти и конкурси. Резултат от последния съвместен проект на нейни ученици и ученици от Професионален колеж „Х. Швир“ в гр. Гелзенкирхен, Германия, е създаденият кът за отдих в двора на училището с площад „Европа“, символ на присъединяването на България през 2007 г. към ЕС.
Водещи принципи в работата на училището са толерантност и партньорство в обучението, поощряване на заложбите и талантите на учениците чрез индивидуален подход, изграждане на гражданско и екологично съзнание и не на последно място физическа активност и спорт чрез действащите в училището асоциация на ученически екологични клубове, спортен клуб „ЕЛИТ 2000“ и Клуб по спортни танци „СОФИЯ ДАНС“.
Вижте пояснителната страница за други значения на 203. Профилирана езикова гимназия „Свети Методий“.